# Knapy (województwo łódzkie)
Knapy – kolonia w Polsce położona w województwie łódzkim, w powiecie wieruszowskim, w gminie Lututów.
W latach 1975–1998 miejscowość administracyjnie należała do województwa sieradzkiego.